# 青島太一
青島 太一（あおしま たいち、2001年4月17日 - ）は、静岡県藤枝市出身のプロサッカー選手。Jリーグ・栃木SC所属。ポジションはミッドフィルダー(MF)。

## 来歴
清水エスパルスアカデミー出身。2019年3月には清水エスパルスで2種登録選手として選手登録された。
2023年9月11日に立正大学から2024年からの栃木SCへの加入が発表された。
2024年3月20日、J2リーグ第5節のブラウブリッツ秋田戦でJリーグ初出場を果たす。

## 所属クラブ
- 青島SSS[4]
- 藤枝東FCジュニア[4]
- 清水エスパルスジュニアユース[4]
- 清水エスパルスユース[4]
  - 2019年3月 - 12月 清水エスパルス（2種登録）
- 立正大学
- 2024年 -  栃木SC

## 個人成績
| 国内大会個人成績 | 国内大会個人成績 | 国内大会個人成績 | 国内大会個人成績 | 国内大会個人成績             | 国内大会個人成績 | 国内大会個人成績 | 国内大会個人成績 | 国内大会個人成績 | 国内大会個人成績 | 国内大会個人成績 | 国内大会個人成績 |
| 年度             | クラブ           | 背番号           | リーグ           | リーグ戦                     | リーグ戦         | リーグ杯         | リーグ杯         | オープン杯       | オープン杯       | 期間通算         | 期間通算         |
| 年度             | クラブ           | 背番号           | リーグ           | 出場                         | 得点             | 出場             | 得点             | 出場             | 得点             | 出場             | 得点             |
| 日本             | 日本             | 日本             | 日本             | リーグ戦                     | リーグ戦         | リーグ杯         | リーグ杯         | 天皇杯           | 天皇杯           | 期間通算         | 期間通算         |
| ---------------- | ---------------- | ---------------- | ---------------- | ---------------------------- | ---------------- | ---------------- | ---------------- | ---------------- | ---------------- | ---------------- | ---------------- |
| 2024             | 栃木SC           | 22               | J2               | 21                           | 1                | 1                | 0                | 0                | 0                | 22               | 1                |
| 2025             | 栃木SC           | 11               | J3               |                              |                  |                  |                  |                  |                  |                  |                  |
| 通算             | 日本             | 日本             | J2               | 21                           | 1                | 1                | 0                | 0                | 0                | 22               | 1                |
| 通算             | 日本             | 日本             | J3               | \|\|\|\|\|\|\|\|\|\|\|\|\|\| |                  |                  |                  |                  |                  |                  |                  |
| 総通算           | 総通算           | 総通算           | 総通算           | 21                           | 1                | 1                | 0                | 0                | 0                | 22               | 1                |

- 2019年：2種登録選手（清水、出場無し、背番号48）

出場歴
- Jリーグ初出場:2024年3月20日 J2第5節ブラウブリッツ秋田戦（ソユースタジアム）
- Jリーグ初得点:2024年7月14日 J2第24節ファジアーノ岡山戦 （カンセキスタジアムとちぎ）

## 代表・選抜歴
- 2019年　U-18Jリーグ選抜[4]
- 2021年　U-20関東大学選抜、全日本大学選抜候補・第37回デンソーカップ関東A選抜[4]